# Фридман, Михаил Маратович
Михаи́л Мара́тович Фри́дман (род. 21 апреля 1964, Львов, Украинская ССР, СССР) — российский предприниматель, миллиардер, советский инженер металлургического производства. Совладелец и председатель наблюдательного совета консорциума «Альфа-Групп». 
Один из богатейших предпринимателей России (до марта 2022 года) и жителей Великобритании. В 2019 году газета The Times объявила Фридмана богатейшим жителем Лондона с состоянием в $15 млрд. В 2021 году журнал Forbes поставил Михаила Фридмана на 11-е место в списке богатейших предпринимателей России с состоянием в $15,5 млрд. В 2022 году Forbes оценил состояние Михаила Фридмана в $11,8 млрд, что соответствует шестой позиции в рейтинге российских миллиардеров. В 2023 году Фридман также занял 140-е место в мировом рейтинге миллиардеров от Forbes.
До 1 марта 2022 года являлся членом совета директоров Альфа-банка. В марте 2023 года Альфа-банк подтвердил появившуюся ранее в СМИ информацию о планируемой продаже доли Михаила Фридмана другому акционеру кредитной организации — Андрею Косогову. В феврале 2025 года Financial Times со ссылкой на свои источники сообщила, что сделка была закрыта в 2024 году. Точные параметры сделки пока неизвестны.
Имеет израильское и российское гражданства. С 2015 года — резидент Великобритании, где в 2016 году за 65 млн фунтов приобрел Athlone House, где продолжает проживать и после введения против него санкций Европейского союза.
По сообщениям СМИ, в октябре 2023 года переехал в Израиль, планирует регулярно посещать Россию. Эту информацию подтвердили в «Альфа-групп».
После начала вторжения России на Украину оказался под персональными санкциями США, Евросоюза, Великобритании, Канады и ряда других стран по различным причинам.

## Биография и предпринимательство
Родился 21 апреля 1964 года во Львове в семье инженеров. Отец — лауреат Государственной премии СССР (в составе коллектива авторов) за разработку систем опознавания для военной авиации.
В 1986 году с отличием окончил Московский институт стали и сплавов (МИСиС). По информации журнала «Профиль», на третьем курсе Фридман организовал неформальный молодёжный клуб «Земляничная поляна», где проводились дискотеки, выступали артисты и барды. В СМИ публиковались заявления конкурентов Фридмана о том, что в то время он также занимался фарцовкой, хотя сам Фридман это отрицает.
После окончания института и до 1988 года работал инженером-металлургом на заводе «Электросталь» одноимённого города Московской области. В это же время начал заниматься предпринимательской деятельностью.
В 1988 году он организовал кооператив «Курьер», специализировавшийся на мытье окон. В 1989 году совместно с М. В. Алфимовым (от фамилии которого и появилось название), Г. Б. Ханом и А. В. Кузьмичёвым создал и возглавил компанию «Альфа-Фото», занимавшуюся продажами фотоматериалов, компьютеров и копировального оборудования.
В том же году основал советско-швейцарское совместное предприятие «Альфа-Эко», которое занималось экспортом нефти и металлургической продукции; на его основе впоследствии была создана «Альфа-Групп».
В 1991 году возглавил совет директоров Альфа-банка. Часть его капитала вложена в белорусские проекты — Альфа-банк, оператора Life, ретейлеров «Белмаркет» и «БелЕвросеть».
В 1997 году вместе с Access/Renova Леонида Блаватника и Виктора Вексельберга приобрёл в собственность Альфа-банка на аукционе 40 % акций Тюменской нефтяной компании.
В 2003 году акционеры Тюменской нефтяной компании объединили её с британской ВР и создали компанию TНK-BP.
Впоследствии был членом совета директоров объединения «Общественное российское телевидение» (ОРТ), а также совета директоров нефтяной компании «Сиданко» и торгового дома «Перекрёсток».
В 2013 году Фридман с партнёрами продали свою долю (25 % акций) в TНK-BP за $14 млрд, что сделало его одним из самых богатых бизнесменов в России и СНГ, позже он сам и его партнёры основали инвестиционную компанию LetterOne, которая занялась вложением вырученных средств в зарубежные активы: немецкую нефтегазовую компанию DEA, английскую сеть магазинов здорового питания Holland & Barrett, VEON (бывшая VimpelCom), турецкую телекоммуникационную компанию Turkcell и так далее.
В 2015 году Фридман объявил о приобретении чешского онлайн-банка Zuno, который, начав свою деятельность в 2010 году в Словакии, функционировал в Чехии с 2011 года в качестве филиала банковской группы Raiffeisen Bank International и был полностью убыточным. Фридман намеревался превратить Zuno в самостоятельный банк со штаб-квартирой в Вене, но впоследствии отказался от сделки.
В мае 2016 года он объявил о намерении потратить практически всё своё состояние на благотворительность. Привлекать своих детей к участию в управлении «Альфа-Групп» Фридман не намерен, надеясь на самостоятельное достижение ими карьерных успехов. Как пишет Bloomberg, 19-летний сын Михаила Фридмана Александр снимает квартиру на окраине Москвы и добирается на работу на метро.
Летом 2016 года испанский предприниматель Хавьер Перес Дольсет, глава корпорации ZED, специализирующейся на разработке мобильных приложений, обратился в испанскую прокуратуру с требованием возбудить уголовное дело в отношении российских партнёров, связанных с компанией VimpelCom Ltd., входящей в «Альфа-Групп». По утверждениям Переса Дольсета, они присвоили капитал совместной фирмы и разорили его головное предприятие. Как утверждает адвокат Фридмана, в результате расследования выяснилось, что Дольсет сам незаконно выводил деньги из компании в офшоры. Газета El Confidencial посвятила истории банкротства ZED серию статей, в которых Михаил Фридман обвинялся в желании незаконно завладеть компанией, отстранив от дел и разорив испанского партнёра.
В 2016 году Михаил Фридман, Герман Хан и Пётр Авен выиграли в лондонском суде дело из-за публикации так называемого досье Трампа. В нём говорилось, что акционеры Альфа-банка неофициально консультируют Владимира Путина. Как следует из дела №QB-2018-006349 за 07.08.2020, судья поручил исправить содержание доклада, а также выплатить Фридману и Авену по 18 000 фунтов стерлингов компенсации. «Если ты не подаёшь иск, это равнозначно молчаливому согласию. <…> Мы на 100 % уверены в победе, поскольку нас обвиняют в том, что мы не совершали никогда», — приводит слова Фридмана издание Forbes.
В январе 2018 года Михаил Фридман был включён в «кремлёвский список» Минфина США.
В ноябре 2021 года вместе с партнёрами пытался приобрести производство сырков «Б. Ю. Александров», но владельцы бизнеса не согласились продавать его за 50 миллионов $.
24 февраля 2022 года находился в Москве, спешно вернулся в Лондон, где продолжил находиться и после введения против него санкций Европейского союза в конце февраля того же года. В интервью в начале марта 2022 года, имея в виду его обширные связи на Западе, которые он выстраивал в течение десятилетий, выразил недоумение по поводу введения против него и его делового партнёра Петра Авена санкций, заявив: «Мы искренне считали, что мы такие добрые друзья Западного мира, что нас не могут наказать.».
1 марта 2022 года вышел из совета директоров Альфа-банка.
В октябре 2022 года в украинских СМИ появилась информация о том, что Михаил Фридман написал письмо главе НБУ Андрею Пышному о готовности акционеров Альфа-Банка Украина безвозмездно передать банк государству.
В октябре 2023 года зарубежные и российские СМИ сообщили, что Фридман находится в Москве, а из Великобритании переехал в Израиль. Эту информацию официально подтвердили представители «Альфа-групп», уточнив, что бизнесмен «теперь планирует посещать Россию регулярно».

## Общественная и политическая деятельность
В 1995—1998 годах входил в совет директоров телекомпании «Общественное российское телевидение» (ЗАО «ОРТ»).
В январе 1996 года выступил одним из учредителей Российского еврейского конгресса, став его вице-президентом и главой комитета по культуре.
Оказывал поддержку еврейским инициативам в России и Европе, в частности, вносил большой вклад в деятельность Европейского еврейского фонда — неправительственной организации, способствующей развитию европейского еврейства и продвижению идей толерантности и взаимоуважения в Европе.
С момента основания благотворительного фонда помощи тяжелобольным детям «Линия жизни» в 2004 году, Фридман поддерживает его через свои структуры.
В 2007 году Фридман вместе со Стэном Половцом, Александром Кнастером, Петром Авеном и Германом Ханом основали благотворительную группу Genesis Philanthropy Group, цель которой — развитие и укрепление связей среди русскоязычных евреев всего мира.
В 2011 году основал ежегодный Alfa Jazz Fest, который финансируется Альфа-банком, в своём родном городе Львове, Украина, в 2014 году запустил Alfa Future People Festival — ежегодный фестиваль электронной музыки, проводимый на берегах Волги в Нижегородской области.
Был одним из основных спонсоров Мемориала Холокоста в Бабьем Яру в Киеве, построенного в 2016 году. Проспонсировал цикл документальных фильмов Леонида Парфенова «Русские евреи».
Входил в наблюдательный совет программы «Альфа-Шанс» для поддержки молодых талантов. В 2021 году поддержал решение Альфа-банка о сотрудничестве с Моргенштерном.
В феврале 2022 года, вскоре после российского вторжения на Украину, в письме, отправленном сотрудникам его лондонской частной инвестиционной компании LetterOne, Фридман написал: «Я родился в Западной Украине и жил там до 17 лет. Мои родители — граждане Украины и живут во Львове, моём любимом городе… Я глубоко привязан к украинскому и русскому народам и рассматриваю нынешний конфликт как трагедию для них обоих». В июле 2022 года представители «Альфа-Групп» опровергли в СМИ получение Фридманом гражданства Украины (ранее такая информация была распространена некоторыми Telegram-каналами).

## Обвинения в связях с наркоторговцами и Солнцевской ОПГ
В справке о Альфа-Групп, предоставленной в 1997 году комитету Государственной думы по безопасности, Альфа-банк обвиняют в том, что в начале девяностых он участвовал в отмывании денег колумбийской наркомафии, а М.Фридман с П.Авеном якобы лично организовали канал поставок героина из Бирмы через Дальний Восток в Германию.
В 1999 году в российских СМИ появилось некоторое количество обвинений в организованной преступности и наркобизнесе, в которых якобы участвует Альфа-Групп. Согласно отчету, подготовленному в 1997 году анонимными представителями ФСБ для Комитета безопасности Думы, и информации, представленной бывшему старшему офицеру американской разведки двумя годами ранее одним бывшим майором КГБ, "Альфа-банк, равно как и "Альфа-Эко", в начале 90-х были серьезно связаны с отмыванием российских и колумбийских денег наркомафии и перемещением наркотиков с Дальнего Востока в Европу.
О связях Фридмана с наркомафией говорится также в отчете Stratfor, опубликованном на Wikileaks.

## Оценки состояния
В 2007 году состояние оценивалось в $13,5 млрд (шестое место по размеру состояния среди российских предпринимателей на начало 2007 года).
В 2012 году занимал 57-е место в списке миллиардеров мира, имея состояние в $13,4 млрд.
Американская версия журнала Forbes в 2015 году оценивала состояние Фридмана в $14,6 млрд (68-е место в мире). В том же году в списке 200 богатейших бизнесменов России, составленном российской версией журнала Forbes, Фридман занял второе место.
В 2016 году в рейтинге журнала Forbes самых богатых российских предпринимателей занял второе место.
В 2012 и 2017 годах выбирался журналом Forbes «Российским бизнесменом года».
В российском рейтинге богатейших бизнесменов России, опубликованном в апреле 2021 года журналом Forbes, Михаил Фридман занял 11-е место с состоянием $15,5 млрд. По данным Bloomberg Billionaires Index, состояние Михаила Фридмана уменьшилось до $11,4 млрд (на 1 декабря 2022 года). по оценкам российского Forbes — до $11,8 млрд (весной 2022 года). В 2023 году Forbes оценил состояние Фридмана в $12,6 млрд, он занимает 9-ю строчку в списке российских миллиардеров.
| Показатель         | 2006 | 2007 | 2008 | 2009 | 2010 | 2011 | 2012 | 2013 | 2014 | 2015 | 2016 | 2017 | 2018 | 2019 | 2020 | 2021 | 2022 | 2023 | 2024 |
| Состояние ($ млрд) | 10,4 | 12,6 | 20,8 | 6,3  | 12,7 | 15,1 | 13,4 | 16,5 | 17,6 | 14,6 | 13,3 | 14,4 | 15,1 | 15,0 | 13,0 | 15,5 | 11,8 | 12,6 | 13,1 |
| Место (в мире)     |      | 45   | 20   | 71   | 42   | 43   | 57   | 41   | 47   | 68   | 63   | 75   | 93   | 79   | 86   | 128  | 161  | 140  | 150  |
| Место (в России)   | 6    | 6    | 7    | 4    | 3    | 7    | 6    | 2    | 2    | 2    | 2    | 7    | 8    | 7    | 8    | 11   | 6    | 9    | 10   |

## Санкции
С 28 февраля 2022 года находится под санкциями Европейского союза — как лицо, которое «активно поддерживало материально или финансово и получало выгоду от российских руководителей, ответственных за аннексию Крыма и дестабилизацию Украины». Также Евросоюз указывал, что «Фридман и его деловой партнер Пётр Авен участвовали в усилиях Кремля по отмене западных санкций, введённых для противодействия агрессивной политике России в отношении Украины». Евросоюз также отмечал, что в 2018 году «господин Фридман вместе с господином Авеном посетили город Вашингтон с неофициальной миссией, чтобы передать соображения российского правительства о санкциях США и контрсанкциях со стороны Российской Федерации». Михаил Фридман и Пётр Авен назвали обвинения ЕС клеветническими и пообещали оспаривать их «всеми доступными им средствами». 10 апреля 2024 года Европейский суд отменил санкции, введённых против Фридмана в период до марта 2023 года, отмечая что основания, на которых его внесли в список, недостаточно обоснованы, а дополнительных доказательств предоставлено не было, так суд решил, что близость Фридмана к Путину не доказывает, что он поддерживал войну на Украине или получал от неё выгоду.
15 марта 2022 года санкции против Фридмана, а также прочих главных акционеров «Альфа-Групп» были введены Великобританией. По данным властей страны, Фридман как «прокремлёвский олигарх» участвовал в получении выгоды или поддержке правительства России через свои должности в наблюдательном совете «Альфа-Групп» и совете директоров ABH Holdings. Кроме того, Фридман тесно связан с президентом Владимиром Путиным и, следовательно, связан с лицом, причастным к дестабилизации и угрозе территориальной целостности, суверенитету и независимости Украины.
19 апреля 2022 года Фридман внесён в санкционный список Канады «близких соратников режима» за его «соучастие в неоправданном вторжении России в Украину». 31 мая 2022 года Канада также ввела санкции против двух дочерей Фридмана — Ларисы и Екатерины.
Ранее, 14 марта 2022 года, по аналогичным основаниям Фридман попал в санкционные списки Австралии,  с 5 апреля 2022 года находится под санкциями Новой Зеландии. Указом президента Украины Владимира Зеленского от 19 октября 2022 находится под санкциями Украины.
В марте 2023 года стало известно, что несколько российских публичных персон поддержали отмену санкций в отношении Михаила Фридмана и других акционеров Альфа-банка. Действующий на тот момент руководитель ФБК Леонид Волков сообщил, что в 2022 году направил в личном порядке в адрес глав ЕС письмо с просьбой пересмотреть санкционный список. Он предложил исключить из него российских бизнесменов, осуждающих вторжение России на Украину, в том числе Михаила Фридмана, Петра Авена, Германа Хана и Алексея Кузьмичёва. Российский предприниматель Евгений Чичваркин также подтвердил, что поддерживает Фридмана и Авена. Российский политик Леонид Гозман уточнил, что предоставил властям ЕС некоторые факты, которые попросил учесть при принятии решений по Фридману и Авену. В Евросоюзе не стали комментировать получение обращений в защиту Фридмана, сославшись на конфиденциальность в этом вопросе.
11 августа 2023 года Фридман попал под блокирующие санкции США и был включён в санкционный список против «известных представителей российской финансовой элиты» за участие в работе финансового сектора российской экономики.
19 сентября 2023 года власти Великобритании внесли обновлённые формулировки в обоснования причин санкций, наложенных на Фридмана. Теперь его называют не прокремлёвским олигархом, а лицом, затронутым ограничениями в отношении России. В документе обновлены актуальные должности бизнесмена: указано, что он больше не является членом совета директоров Альфа-банка и ABH Holdings S.A, а также председателем наблюдательного совета «Альфа-Групп». Из документа удалена фраза о близкой связи Фридмана с президентом России Владимиром Путиным. Список санкций в отношении Фридмана расширен на принадлежащие ему транспортные средства.
От санкций пострадал не только сам Фридман, но и обслуживающий персонал его британской резиденции. Как узнало агентство Bloomberg, управляющему, домработнице и другим служащим заблокировали банковские счета без объяснения причин.
10 апреля 2024 года Европейский суд в Люксембурге удовлетворил иск Петра Авена и Михаила Фридмана, которые просили снять с них санкции Евросоюза на основании решений Совета Евросоюза 2022/337 и 2022/1530. Соответствующий документ опубликован на сайте суда. В сообщении суда сказано, что основания, изначально приведенные Советом ЕС, не достаточно доказаны: Совет ЕС не предоставил надежных свидетельств того, что Авен и Фридман поддерживали политику властей, «подрывающую суверенитет Украины», или оказывали «материальную или финансовую поддержку российским должностным лицам, причастным к дестабилизации Украины», или же получали от таких лиц какую-либо выгоду.. При этом суд постановил, что признание необоснованности санкций касается лишь санкций на основании решений Совета Евросоюза 2022/337 и 2022/1530, и Фридман остаётся под санкциями Евросоюза на основании решения 2023/572, процесс в отношении которого ведётся отдельно и ещё не завершён.
13 августа 2024 года Фридман подал иск в Гонконгский международный арбитражный центр против Люксембурга. Бизнесмен требует признать блокировку активов, которыми он управлял через эту страну, незаконной. Заявленная в иске сумма компенсаций составляет 16 миллиардов долларов. Защита также будет настаивать на аннулировании санкций, считая их несправедливыми и основанными лишь на гражданстве Фридмана и его успешности в бизнесе. В числе адвокатов, которые будут представлять интересы истца, супруга бывшего британского премьера Шери Блэр.

## Критика
Осенью 2002 года «Альфа-Эко» Михаила Фридмана заключила самую крупную за всю историю сделку с Ираком по продаже нефти. Компания обязалась реализовать 20 миллионов баррелей иракской нефти-сырца, несмотря на санкции, которые по настоянию США решено было ввести в отношении режима Саддама Хусейна. Западные СМИ указывали, что подобная транзакция ещё больше дестабилизирует и без того непростую обстановку в мире. Кроме того, высказывались опасения и по поводу возможной экологической катастрофы, так как значительная часть танкеров, которые фрахтовала компания Фридмана для перевозки нефти, избегала проверок в портах. В ноябре 2002 года у берегов Галисии затонул либерийский танкер «Престиж», на борту которого было 77 тысяч тонн российского мазута; он принадлежал компании Crown Resources, относившейся к «Альфа-Групп» Фридмана. Разлившийся мазут вызвал экологическую катастрофу у берегов Испании. Из-за этого испанская газета El Mundo назвала Фридмана «Грязным Михаилом» — по аналогии с «Грязным Гарри». Общий ущерб был оценён в 1,5 млрд евро, но виновных выявлено не было.
В середине 2017 года инвестиционная компания LetterOne, одним из учредителей которой является Михаил Фридман, приобрела 29 % акций испанской сети супермаркетов Dia, насчитывающей 8000 магазинов. Первоначально покупка была положительно оценена другими инвесторами, и акции Dia выросли на 14 %. После того как у Dia начались финансовые сложности, в газете El Confidencial назвали действия Фридмана попытками рейдерских захватов испанских предприятий. Экономический эксперт Серхио Авила заявил: «С вхождением в неё (Dia) люксембургской инвестиционной группы LetterOne, контролируемой Михаилом Фридманом, начали резко падать продажи, снижаться доходность предприятий, что сопровождалось падением акций Dia на Мадридской бирже. Поэтому я оцениваю перспективы Dia как крайне негативные и ни в коем случае не рекомендую её инвесторам». Стоимость акций Dia за полтора года после покупки упали более чем на 90 %.
В 2019 году Михаил Фридман оказался под расследованием прокуратуры Испании, обвинившей его в коррупции и преднамеренном банкротстве мобильного оператора связи Zed World Wide (ZWW) в 2016 году. Прокурор Хосе Гринда Гонсалес в судебном заявлении отметил, что попытка Михаила Фридмана завладеть ZWW выглядит как рейд. Испанская прокуратура считает, что Фридман оказывал влияние на принятие отрицательного решения в выдаче кредита ZWW банком Amsterdam Trade Bank. По итогам судебного заседания, прошедшего 21 октября 2019 года, на котором Михаил Фридман давал показания, обвинение не стало просить о каких-либо ограничительных мерах для него. В октябре 2023 года стало известно, что дело закрыли за недостатком доказательств причастности бизнесмена.
В конце октября 2019 года судья Национального суда Испании начал расследование по ещё одному иску против Фридмана и аффилированной с ним компании LetterOne в связи с покупкой продуктового ретейлера Dia. В иске против Фридмана утверждается, что он якобы намеренно добивался падения стоимости акций Dia, чтобы купить компанию по более низкой цене.
В конце 2019 года уже в России внимание общественности было привлечено к новому громкому делу, в котором участвует компания А1 (Михаил Фридман является председателем наблюдательного совета консорциума «Альфа-Групп», материнской компании по отношению к А1). A1 приобрела права требования долга в размере 3,2 млрд рублей к ранее судимому предпринимателю Виктору Батурину — брату одной из богатейших женщин России Елены Батуриной. Представители Елены Батуриной уверены, что происходящее — «это очередной этап рейдерской атаки на госпожу Батурину со стороны структур А1 Михаила Фридмана, использующих её давнего оппонента Виктора Батурина и его необоснованные требования».

## Корпоративные конфликты
17 марта 2009 года президент России Дмитрий Медведев имел с Михаилом Фридманом рабочую встречу, которую обозреватели связывали с конфликтом между «Альфа-Групп» и холдингом «Базовый элемент» Олега Дерипаски.

## Семья
Разведён, бывшая жена — Ольга Фридман (девичья фамилия Айзиман) из Иркутска, также училась в Московском институте стали и сплавов, в 2000 году окончила курсы дизайнеров в Париже. В первой половине 2000 года родители Фридмана переехали на постоянное жительство в Кёльн. У Фридмана есть дочери Лора Фридман (1993 г. р.), Катя Фридман (1996 г. р.), Ника Ожельская (2006 г. р.) и сын Александр Ожельский (2000 г. р.). В 2021 году Forbes написал о том, что Александр Ожельский (Саша Фридман) занялся бизнесом по производству протеиновых батончиков. В 2022 году Ожельский заявил, что покинул Россию после 24 февраля, а также что считает себя украинцем, назвав несправедливыми персональные санкции Украины в отношении себя.

## Награды и премии
- Благодарность президента Российской Федерации (25 июля 1996 года) — за активное участие в организации и проведении выборной кампании Президента Российской Федерации в 1996 году[112].
- Победитель V Национальной премии «Директор года» (2010) в номинации «Председатель совета директоров: вклад в развитие корпоративного управления»[113].